# Athos Dianti
Athos Dianti (all'anagrafe Acthos Dianti) (Ferrara, 4 aprile 1916 – Udine, 3 agosto 1983) è stato un calciatore italiano, di ruolo centrocampista.

## Carriera
Cresciuto nella Bondenese, debutta in Serie B con l'Udinese nella stagione 1939-1940, disputando tre campionati cadetti per un totale di 63 presenze.
Nel dopoguerra milita nel campionato regionale friulano con la Tarcentina. Passato al San Donà vince il campionato di Promozione 1948-1949, rimane nella società veneta anche nel successivo campionato di Serie C disputando solamente due gare.

## Palmarès

### Club

#### Competizioni nazionali
- Serie C: 1

Udinese: 1938-1939